# Yves Beaumier
Pour les articles homonymes, voir Beaumier.
Yves Beaumier, né le 3 décembre 1942 à Trois-Rivières et mort dans la même ville le 23 octobre 2023, est un philosophe et un homme politique québécois. Il est ministre dans le gouvernement de Pierre-Marc Johnson.

## Biographie

### Politique
Yves Beaumier est élu dans la circonscription de Nicolet en 1981. Durant son mandat, il occupe plusieurs postes d'adjoint parlementaire. Il est brièvement ministre délégué à la politique familiale dans le cabinet de Pierre-Marc Johnson en 1985. Il est défait aux élections de 1985.
Il est battu à l'élection de 1989, avant d’être élu député cinq ans plus tard dans la circonscription de Champlain en 1994. Il est réélu en 1998. Il quitte la vie politique en 2003.